# André Picard (homme politique)
Pour les articles homonymes, voir Picard (homonymie) et André Picard.
André Picard, né le 22 juin 1899 à Marcigny-sous-Thil (Côte-d'Or) et mort le 5 juillet 1979, est un homme politique français.

## Détail des fonctions et des mandats
- 1925 - 1935 : conseiller municipal de Marcigny-sous-Thil
- 1935 - 1979 : maire de Marcigny-sous-Thil
- 1951 - 1976 : conseiller général du canton de Précy-sous-Thil
- 1962 - 1979 : sénateur de la Côte-d'Or

## Décorations
- Chevalier de la Légion d'honneur
- Officier du Mérite agricole